# 金茨河
48°27′44″N 10°16′31″E / 48.46222°N 10.27528°E
金茨河（德语：Günz）是德國的河流，位於該國南部巴伐利亞州，屬於多瑙河的右支流，河道全長90公里，發源自勞本，河口處在代森豪森，河畔城鎮有巴本豪森、伊興豪森、克茨。